# Donatella Rettore

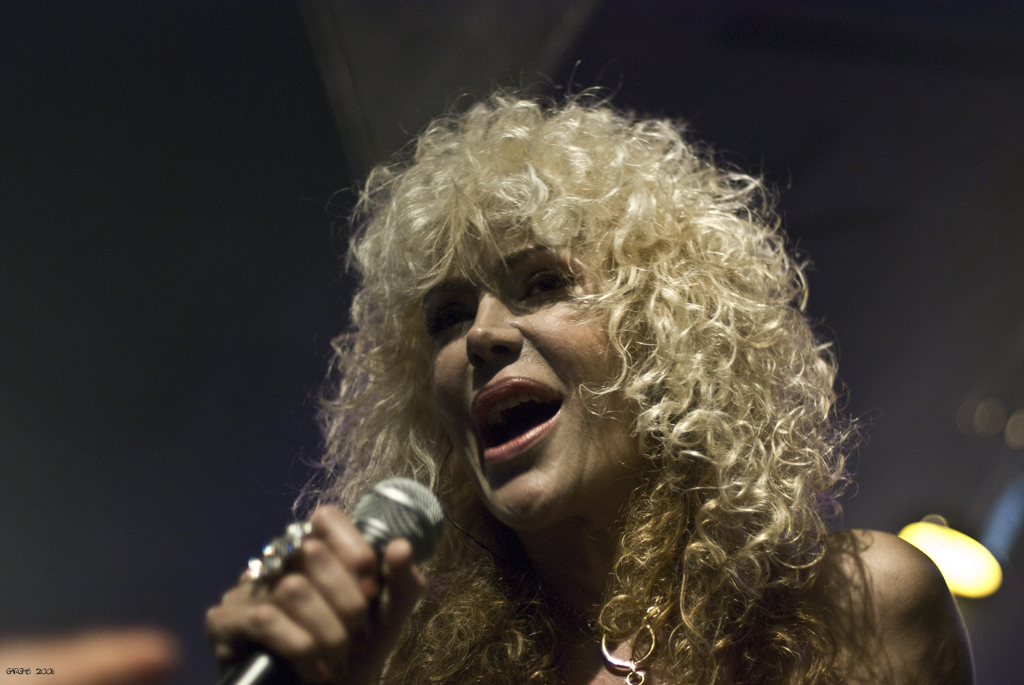
Donatella Rettore (2008)

Donatella Rettore (* 8. Juli 1955 in Castelfranco Veneto, Provinz Treviso), auch bekannt als Rettore, ist eine italienische Sängerin, Songwriterin und Schauspielerin.

## Karriere
Rettore debütierte mit einem noch wenig beachteten Auftritt beim Sanremo-Festival 1974. Ihr erstes Album Ogni giorno si cantano canzoni d’amore veröffentlichte sie 1975, in Zusammenarbeit mit Claudio Rego, der ihr fortan als Songwriter und Partner zur Seite stand. Mit dem Lied Lailolà machte sie 1976 im Ausland, insbesondere in Deutschland, auf sich aufmerksam. 1977 kehrte sie nach Sanremo zurück und veröffentlichte das zweite, selbstbetitelte Album. Als sie um 1978 einen Stil- und Imagewechsel durchlief, konnte sie ihre Popularität steigern. Splendido splendente wurde ein Hit und mit den Alben Brivido divino und Magnifico delirio etablierte sie sich als nicht vor Skandalen zurückscheuende Sängerin.
Im Jahr 1981 war sie mit dem Lied Donatella erfolgreich und gewann den Wettbewerb Festivalbar. Auf dem nächsten Album Estasi clamorosa war mit Remember auch ein von Elton John geschriebenes Lied vertreten. 1982 provozierte Rettore weiter mit dem Album Kamikaze Rock ’n’ Roll Suicide. In diesem Jahr debütierte sie als Schauspielerin in der Komödie Cicciabomba des Regisseurs Umberto Lenzi, für die sie auch den Titelsong This Time aufnahm (wieder aus der Feder von Elton John). Auch für ihr Album Far West von 1983 steuerte Elton John ein Lied bei. 1985 erschien Danceteria und 1986 nahm Rettore ein drittes Mal am Sanremo-Festival teil. Im Jahr darauf sang sie mit Giuni Russo das Duett Adrenalina.
Das nächste Album Rettoressa erschien 1988. Als Schauspielerin war sie währenddessen im Kurzfilm Il collezionista und später in zwei Kinofilmen, Kinski Paganini von Klaus Kinski und Strepitosamente flop von Pierfrancesco Campanella, zu sehen. Ihre Plattenproduktion setzte Rettore nach der Kompilation Ossigeno (1989) mit Son Rettore e canto (1991) fort. Im selben Jahr war sie in Omicidio a mezzanotte auch auf der Theaterbühne zu sehen. Für den Film Cattive ragazze schrieb sie 1993 den Soundtrack, im Jahr darauf kehrte sie nach Sanremo zurück. Anschließend erschien das Album Incantesimi notturni. Nach einem Livealbum 1994 war es eine Weile still um die Musikerin.
Erst 2003 meldete sich Rettore mit der EP Bastardo zurück und nach der Teilnahme an der Realityshow La fattoria und der Hochzeit mit Claudio Rego erschien das neue Album Figurine. Diesem ließ die Sängerin 2008 Stralunata und 2011 Caduta massi folgen, 2012 erschien hingegen die Kompilation The Best of the Beast.

## Diskografie

### Alben
| Jahr | Titel Musiklabel                       | Höchstplatzierung, Gesamtwochen, AuszeichnungChartsChartplatzierungen (Jahr, Titel, Musiklabel, Platzierungen, Wochen, Auszeichnungen, Anmerkungen) | Anmerkungen                           |
| Jahr | Titel Musiklabel                       | IT | Anmerkungen                           |
| ---- | -------------------------------------- | --- | ------------------------------------- |
| 1979 | Brivido divino Ariston                 | IT12 (15 Wo.)IT |                                       |
| 1980 | Magnifico delirio Ariston              | IT8 (26 Wo.)IT |                                       |
| 1981 | Estasi clamorosa Ariston               | IT8 (21 Wo.)IT |                                       |
| 1982 | Kamikaze Rock ’n’ Roll Suicide Ariston | IT18 (10 Wo.)IT |                                       |
| 2005 | Figurine Novunque                      | IT45 (1 Wo.)IT |                                       |
| 2011 | Caduta massi Edel                      | IT26 (2 Wo.)IT | Erstveröffentlichung: 10. Mai 2011    |
| 2025 | Antidiva Putiferio Warner Music        | IT25 (1 Wo.)IT | Erstveröffentlichung: 10. Januar 2025 |

Weitere Studioalben
- 1975: Ogni giorno si cantano canzoni d’amore (Edibi)
- 1977: Donatella Rettore (Produttori Associati)
- 1983: Far West (CGD)
- 1985: Danceteria (CGD)
- 1988: Rettoressa (Lupus)
- 1991: Son Rettore e canto (RCA)
- 1994: Incantesimi notturni (Ros/Sony)

### Livealben
| Jahr | Titel Musiklabel                  | Höchstplatzierung, Gesamtwochen, AuszeichnungChartsChartplatzierungen (Jahr, Titel, Musiklabel, Platzierungen, Wochen, Auszeichnungen, Anmerkungen) | Anmerkungen |
| Jahr | Titel Musiklabel                  | IT | Anmerkungen |
| ---- | --------------------------------- | --- | ----------- |
| 2015 | Live Collection – 8 dicembre 1981 | IT90 (1 Wo.)IT |             |

Weitere Livealben
- 1996: Concert (Tring; Livealbum)

### Kompilationen (Auswahl)
- 1982: Super-rock Rettore – Le sue più belle canzoni (Ariston)
- 1999: Ossigenata (Fonit Cetra)
- 2008: Stralunata (Rai/Sony)

| Jahr | Titel Musiklabel               | Höchstplatzierung, Gesamtwochen, AuszeichnungChartsChartplatzierungen (Jahr, Titel, Musiklabel, Platzierungen, Wochen, Auszeichnungen, Anmerkungen) | Anmerkungen                                                |
| Jahr | Titel Musiklabel               | IT | Anmerkungen                                                |
| ---- | ------------------------------ | --- | ---------------------------------------------------------- |
| 2012 | The Best of the Beast Nar/Edel | IT93 (1 Wo.)IT | Erstveröffentlichung: 4. Dezember 2012 Charteinstieg: 2017 |

### Singles
| Jahr | Titel Album                                             | Höchstplatzierung, Gesamtwochen, AuszeichnungChartplatzierungen (Jahr, Titel, Album, Platzierungen, Wochen, Auszeichnungen, Anmerkungen) | Höchstplatzierung, Gesamtwochen, AuszeichnungChartplatzierungen (Jahr, Titel, Album, Platzierungen, Wochen, Auszeichnungen, Anmerkungen) | Höchstplatzierung, Gesamtwochen, AuszeichnungChartplatzierungen (Jahr, Titel, Album, Platzierungen, Wochen, Auszeichnungen, Anmerkungen) | Anmerkungen                                                                                |
| Jahr | Titel Album                                             | IT | DE | CH | Anmerkungen                                                                                |
| ---- | ------------------------------------------------------- | --- | --- | --- | ------------------------------------------------------------------------------------------ |
| 1976 | Lailola –                                               | — | DE29 (10 Wo.)DE | CH2 (18 Wo.)CH |                                                                                            |
| 1979 | Splendido splendente Brivido divino                     | IT4 Gold (2023) · (21 Wo.)IT | — | — |                                                                                            |
| 1980 | Kobra Magnifico delirio                                 | IT4 Gold (2024) · (27 Wo.)IT | — | — |                                                                                            |
| 1981 | Donatella Estasi clamorosa                              | IT4 (25 Wo.)IT | — | — |                                                                                            |
| 1982 | Lamette Kamikaze Rock ’n’ Roll Suicide                  | IT5 (15 Wo.)IT | — | — |                                                                                            |
| 1982 | This Time Super-rock Rettore – Le sue più belle canzoni | IT8 (14 Wo.)IT | — | — |                                                                                            |
| 1983 | Io ho te Far West                                       | IT6 (17 Wo.)IT | — | — |                                                                                            |
| 2003 | Bastardo Bastardo (EP)                                  | IT31 (3 Wo.)IT | — | — |                                                                                            |
| 2022 | Chimica Camouflage                                      | IT9 Platin · (14 Wo.)IT | — | — | Erstveröffentlichung: 1. Februar 2022 mit Ditonellapiaga Beitrag zum Sanremo-Festival 2022 |

Weitere Singles
- 1974: Quando tu
- 1974: Capelli sciolti
- 1975: Ti ho preso con me
- 1977: Carmela
- 1978: Eroe
- 1985: Femme fatale
- 1986: Amore stella
- 1989: Zan zan zan
- 1994: Di notte specialmente
- 2005: Konkiglia
- 2011: L’onda del mar
- 2011: Callo
- 2011: Lamette Katana
- 2012: Natale sottovoce
- 2013: Ciao ciao

## Filmografie
- 1982: Cicciabomba – Regie: Umberto Lenzi
- 1985: Aeroporto internazionale (Fernsehserie) – Regie: Enzo Tarquini und Paolo Poeti
- 1989: Kinski Paganini (Paganini)
- 1991: Strepitosamente… flop – Regie: Pierfrancesco Campanella

## Belege
1. 1 2 3  Chartquellen (Alben):
  - M&D-Chartarchiv. Musica e dischi, archiviert vom Original am 18. August 2007; abgerufen am 17. August 2018 (italienisch, kostenpflichtiger Abonnement-Zugang).
  - Guido Racca & Chartitalia: Top 100 FIMI Album. Lulu, 2013, S. 161.
  - Alben von (Donatella) Rettore. In: Italiancharts.com. Hung Medien, abgerufen am 16. August 2018.
2. ↑  Chartquellen (Singles):
  - M&D-Chartarchiv. Musica e dischi, archiviert vom Original am 18. August 2007; abgerufen am 17. August 2018 (italienisch, kostenpflichtiger Abonnement-Zugang).
  - Donatella Rettore. In: Offizielle deutsche Charts. GfK Entertainment, abgerufen am 17. August 2018 (DE).
  - Singles von Donatella Rettore. In: Hitparade.ch. Hung Medien, abgerufen am 17. August 2018 (CH).
  - Guido Racca & Chartitalia: Top 100 FIMI Singoli. Lulu, 2013, S. 139.
3. ↑  Auszeichnungen für Musikverkäufe: IT

| Personendaten    | Personendaten                                          |
| ---------------- | ------------------------------------------------------ |
| NAME             | Rettore, Donatella                                     |
| ALTERNATIVNAMEN  | Rettore                                                |
| KURZBESCHREIBUNG | italienische Sängerin, Songwriterin und Schauspielerin |
| GEBURTSDATUM     | 8. Juli 1955                                           |
| GEBURTSORT       | Castelfranco Veneto, Provinz Treviso                   |